# Max Tau

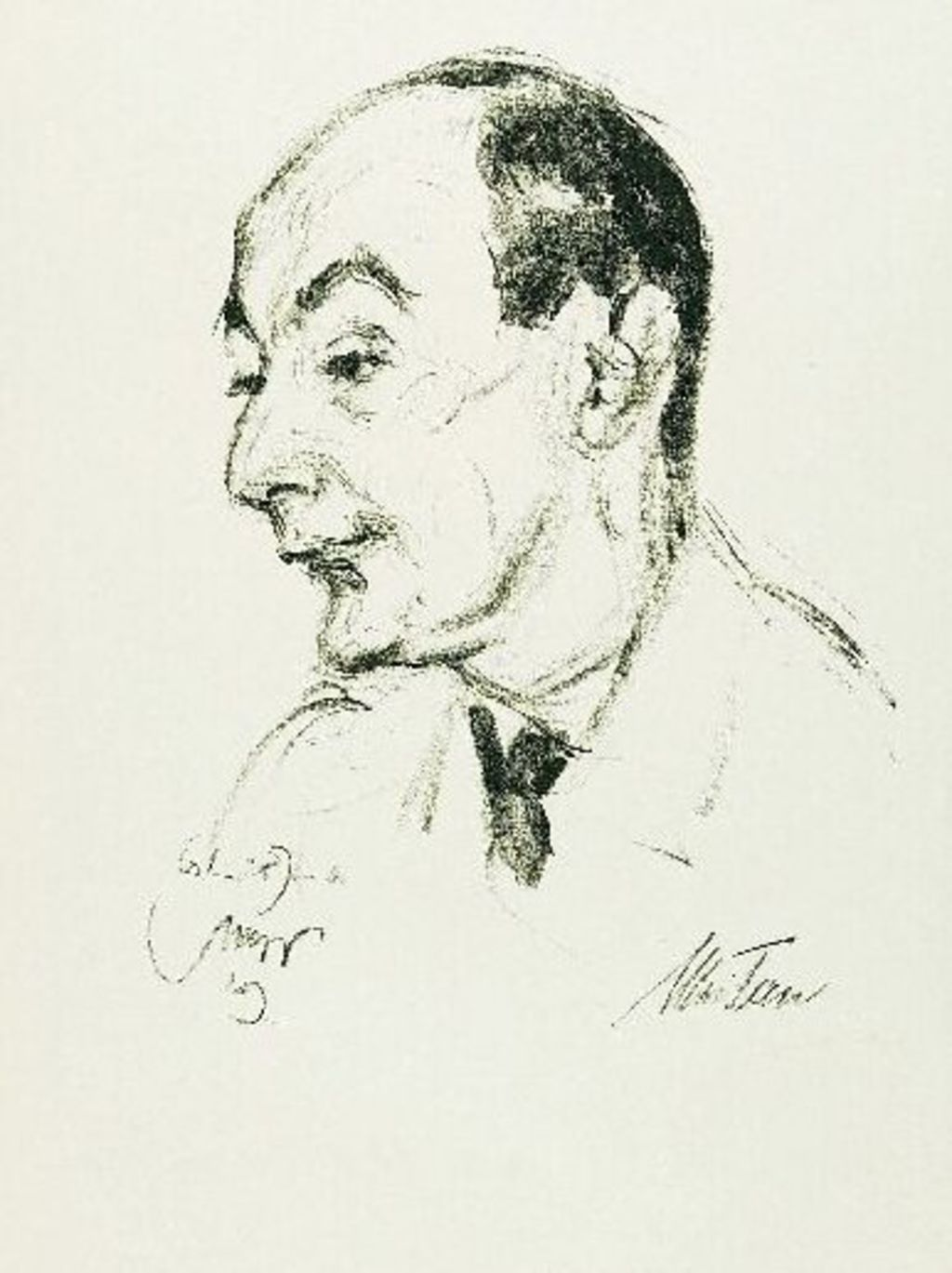
Max Tau, litografi av Emil Stumpp, 1929

Max Tau, född den 19 januari 1897 i Beuthen, död den 13 mars 1976 i Oslo, var en tysk-norsk humanist, filosof och poet.
År 1965 mottog Tau Nelly Sachspriset och år 1970 mottog han Sonningpriset för sitt "europeiska engagemang".